# Schnellfahrstrecke Valladolid–Venta de Baños–Palencia–León
| Valladolid–León          | Valladolid–León      |
| ------------------------ | -------------------- |
| Streckenlänge:           | 166,1 km             |
| Spurweite:               | 1435 mm (Normalspur) |
| Stromsystem:             | 25 kV, 50 Hz ~       |
| Streckengeschwindigkeit: | 350 km/h             |
|                          |                      |

Die Schnellfahrstrecke Valladolid–Venta de Baños–Palencia–León ist eine vorerst teilweise eingleisige spanische, regelspurige Eisenbahn-Schnellfahrstrecke. Sie verbindet die Provinzhauptstadt Valladolid mit der nordspanischen Stadt León und verlängert so die Schnellfahrstrecke Madrid–Valladolid.
Die Streckenhöchstgeschwindigkeit liegt bei 350 km/h, die aber vorerst betrieblich nicht ausgenutzt werden kann. Die Fahrzeit von Madrid nach León verkürzt sich Stand 2021 auf bis zu eine Stunde und 56 Minuten. Die Fahrzeit von Valladolid nach León beträgt 1 Stunde.
Nördlich schließt sich die im Bau befindliche, ebenfalls normalspurige Schnellfahrstrecke León–Oviedo–Gijon an. Züge nach Oviedo und weiter nach Gijon müssen ab 2021 den Bahnhof León nicht mehr anfahren und sparen dadurch bis zu 25 Minuten Fahrzeit ein.

## Geschichte
Die Strecke wurde am 29. September 2015 eröffnet. Die Baukosten betrugen 1,6 Milliarden Euro. Zunächst kam nur die Zugbeeinflussung ASFA zum Einsatz, was die Geschwindigkeit auf 200 km/h beschränkte. Stand 2021 ist zumindest in Teilbereichen das European Rail Traffic Management System in Betrieb, wodurch die Geschwindigkeit auf 250 km/h erhöht werden kann.